# Eowa

Mercia und seine Nachbarreiche zu Eowas Zeit

Eowa (auch Eawa, Eoba; † 5. August 642 in der Schlacht von Maserfield) war in den Jahren von etwa 635 bis 642 König des angelsächsischen Königreiches Mercia.

## Leben
Eowa war ein Sohn des Königs Pybba (593–606/615) aus der Dynastie der Iclingas. Seine Mutter und seine Frau sind unbekannt. Über seine beiden Söhne Alweo und Osmod ist nur überliefert, dass sie Vorfahren der späteren Könige Æthelbald (716–757)<, Offa und Ecgfrith wurden.
Eowas Stellung als Herrscher ist unter Historikern umstritten. Möglicherweise wurde Penda um 635 von seinem Bruder Eowa (635?–642), der von einigen Historikern als northumbrischer Marionettenkönig angesehen wird, vom Thron gedrängt. Manche Historiker halten es für möglich, dass Eowa von etwa 635 bis 642 der dominierende König in Mercia war und das nördliche Mercia beherrschte, während Penda nur die südlichen Gebiete regierte. Andere Historiker sehen in Eowa wiederum einen Mitkönig Pendas. Zu Eowas Herrschaft wurden keine Details überliefert.
Im Jahr 642 griff der northumbrische König Oswald (634–642) Penda, der mit dem walisischen König Cynddylan ap Cyndrwyn von Powys verbündet war, an und fiel am 5. August in der Schlacht von Maserfield (wohl bei Oswestry), nahe der walisischen Grenze. Der Historia Brittonum und den Annales Cambriae folgend fiel auch Pendas Bruder Eowa bei dieser Schlacht. Es ist jedoch unklar, ob Eowa als Mitkönig an der Seite seines Bruders Penda, oder als Marionettenkönig an der Seite seines „Herrn“ Oswald in der Schlacht kämpfte. Nach seinem Tod war Penda alleiniger König Mercias.